# ماثيو ميرفي
ماثيو ميرفي (بالإنجليزية: Matthew Murphy)‏ هو عازف قيثارة بريطاني، ولد في 23 يوليو 1984 في ليفربول في المملكة المتحدة.

## وصلات خارجية
- ماثيو ميرفي على موقع ميوزك برينز (الإنجليزية)
- ماثيو ميرفي على موقع ديسكوغز (الإنجليزية)